# Nicola Falconi
Ortensio Nicola Falconi (Capracotta, 6 dicembre 1834 – Roma, 28 dicembre 1916) è stato un magistrato e politico italiano.

## Biografia
Entrato nella magistratura borbonica nel 1855, aggiunto giudiziario e a disposizione del ministero di giustizia, nel 1861 passa alle dipendenze dell'ordine giudiziario italiano come giudice al tribunale circondariale di Benevento. È stato in seguito sostituto procuratore a Benevento, Salerno e Napoli, procuratore a Melfi, Taranto, Chieti, Trani e Catanzaro. Consigliere di Corte d'appello a L'Aquila, Napoli, Milano e Roma, conclude la carriera come presidente di sezione della Corte d'appello di Roma. Deputato per dieci legislature, sottosegretario al Ministero di grazia e giustizia, viene nominato senatore a vita nel 1909.